# Ministère des Infrastructures et des Travaux publics
Ne doit pas être confondu avec le Ministère des Infrastructures et Travaux publics de République Démocratique du Congo
Le Ministère des Infrastructures et des Travaux publics est une entité gouvernementale guinéenne dont le ministre est le Laye Sékou Camara depuis le 29 juillet 2025.

## Titulaires depuis 2022
| Nom | Nom                        | Dates du mandat | Dates du mandat | Gouvernement(s) |
| --- | -------------------------- | --------------- | --------------- | --------------- |
|     | Elhadj Gando Barry         | 18/11/2022      | 19/02/2024      | Bernard Goumou  |
|     | Mahamadou Abdoulaye Diallo | 13/3/2024       | 29/7/2025       | Bah Oury        |
|     | Laye Sékou Camara          | 29/7/2025       | En cours        | Bah Oury        |